# Festuca brevipaleata
Festuca brevipaleata är en gräsart som först beskrevs av St.-yves, och fick sitt nu gällande namn av Evgenii Borisovich Alexeev. Festuca brevipaleata ingår i släktet svinglar, och familjen gräs.
Artens utbredningsområde är Madagaskar. Inga underarter finns listade i Catalogue of Life.